# Ред Хил (Пенсилванија)
Ред Хил (енгл. Red Hill) град је у америчкој савезној држави Пенсилванија.

## Демографија
По попису из 2010. године број становника је 2.383, што је 187 (8,5%) становника више него 2000. године.
| Група             | 2000.         | 2010.         |
| Белци             | 2.122 (96,6%) | 2.256 (94,7%) |
| Афроамериканци    | 7 (0,3%)      | 33 (1,4%)     |
| Азијати           | 2 (0,1%)      | 16 (0,7%)     |
| Хиспаноамериканци | 34 (1,5%)     | 50 (2,1%)     |
| Укупно            | 2.196         | 2.383         |